# Classics (álbum de Patty Loveless)
Classics, recopilación de éxitos previos publicada por Patty Loveless, incluye dos nuevos cortes: Get Enough," que alcanzó el número 21 de la lista Billboard Top Country Single, y "I Just Wanna Be Loved by You." También incluyó un dueto con Vince Gill, "My Kind of Woman, My Kind of Man," eéxito que alcanzó el número 27, en lo que fue la primera aparición del álbum de Gill de 1998 "The Key". El resto del álbum contiene sus éxitos con Epic Records: tres canciones de Only What I Feel, tres más de When Fallen Angels Fly, dos canciones de The Trouble with the Truth, y una de Long Stretch of Lonesome, la titulada "You don`t seem to Miss Me con George Jones en las voces de coro. El álbum alcanzó el disco de oro por ventas en torno a las 500,000 copias in the USA y fue el último álbum de Loveless en recibir tal certificación. 

## Track listing
1. "Can't Get Enough" (Blair Daly, Will Rambeaux, Kent Blazy) – 2:53
2. "You Can Feel Bad" (Matraca Berg, Tim Krekel) – 3:20
3. "Lonely Too Long" (Mike Lawler, Bill Rice, Sharon Rice) – 4:38
4. "I Just Wanna Be Loved by You" (Kostas, Emory Gordy, Jr.) – 3:38
5. "You Don't Even Know Who I Am" (Gretchen Peters) – 3:59
6. "Here I Am" (Tony Arata) – 2:59
7. "You Don't Seem to Miss Me" (Jim Lauderdale) – 4:00
8. "Nothin' but the Wheel" (John Scott Sherrill) – 3:57
9. "My Kind of Woman, My Kind of Man" (Vince Gill) – 3:54
10. "Blame It on Your Heart" (Harlan Howard, Kostas) – 3:34
11. "I Try to Think About Elvis" (Gary Burr) – 2:50
12. "How Can I Help You Say Goodbye" (Burton Banks Collins, Karen Taylor-Good) – 5:01

## Personal en las canciones 1 y 4
- Dan Dugmore - pedal steel guitar
- Stuart Duncan - fiddle
- Paul Franklin - pedal steel guitar
- Steve Gibson - electric guitar
- Emory Gordy Jr. - bass guitar
- Owen Hale - drums
- John Barlow Jarvis - organ
- Kostas - background vocals
- Patty Loveless - lead vocals
- Carmella Ramsey - background vocals
- Biff Watson - acoustic guitar

## Chart performance
| Chart (1999)                      | Peak position |
| --------------------------------- | ------------- |
| U.S. Billboard Top Country Albums | 6             |
| U.S. Billboard 200                | 99            |

- Datos: Q5128373